# Вышегорское сельское поселение
Вышего́рское се́льское поселе́ние — муниципальное образование в составе Сафоновского района Смоленской области России.
Административный центр — деревня Вышегор.

## История
Образовано Законом Смоленской области от 28 декабря 2004 года. Законом Смоленской области от 20 декабря 2018 года в его состав были включены все населённые пункты упразднённого Дроздовского сельского поселения.
Главой поселения и Главой администрации является Николаева Лариса Михайловна.

## Население
| 1995  | 1996  | 1997  | 1998  | 1999  | 2000  | 2001  | 2002  | 2003  |
| ----- | ----- | ----- | ----- | ----- | ----- | ----- | ----- | ----- |
| 1146  | ↘1098 | ↗1126 | ↘1118 | ↘1083 | ↗1094 | ↘1079 | ↗1110 | ↗1146 |
| 2004  | 2005  | 2006  | 2007  | 2011  | 2012  | 2013  | 2014  | 2015  |
| ↘1098 | ↗1126 | ↘1118 | ↘1110 | ↗1982 | ↗2000 | ↗2009 | ↗2014 | ↘2003 |
| 2016  | 2017  | 2018  | 2019  | 2020  | 2021  |       |       |       |
| ↗2004 | ↘1979 | ↗1980 | ↘1938 | ↗2469 | ↘1595 |       |       |       |

## Географические данные
- Общая площадь: 82,65 км²
- Расположение: западная часть Сафоновского района
- Граничит:
  - на северо-западе — с Рыбковским сельским поселением
  - на северо-востоке — с Дроздовским сельским поселением
  - на востоке— с Сафоновским городским поселением
  - на юге — с Пушкинским сельским поселением
  - на западе — с Ярцевским районом
- По территории поселения проходит автомобильная дорога М1 «Беларусь».
- По территории поселения проходит железнодорожная линия Москва — Минск, имеются остановочные пункты: Вышегор, Максимово.
- Крупные реки: Ведоса, Перемча.

## Экономика
Сельхозпредприятия, школа, магазины, библиотека, лесозаготовка, пеработка льна.

## Населённые пункты
В состав поселения входят следующие населённые пункты:
| №  | Населённый пункт    | Тип          | Население |
| -- | ------------------- | ------------ | --------- |
| 1  | Анохово             | деревня      | 88        |
| 2  | Вержино             | деревня      | 77        |
| 3  | Воротыново          | деревня      | 15        |
| 4  | Вышегор             | деревня      | 742       |
| 5  | Вышегор             | ж.д. станция | 12        |
| 6  | Дроздово            | деревня      | 516       |
| 7  | Заворово            | деревня      | 69        |
| 8  | Клемятино           | деревня      | 14        |
| 9  | Княжино             | деревня      | 16        |
| 10 | Коптево             | деревня      | 21        |
| 11 | Лукшино             | деревня      | 21        |
| 12 | Плещеево            | деревня      | 28        |
| 13 | Подсобное Хозяйство | деревня      | 56        |
| 14 | Святцово            | деревня      | 13        |
| 15 | Следнево            | деревня      | 4         |
| 16 | Теребука            | деревня      | 7         |